# Rufiyaa

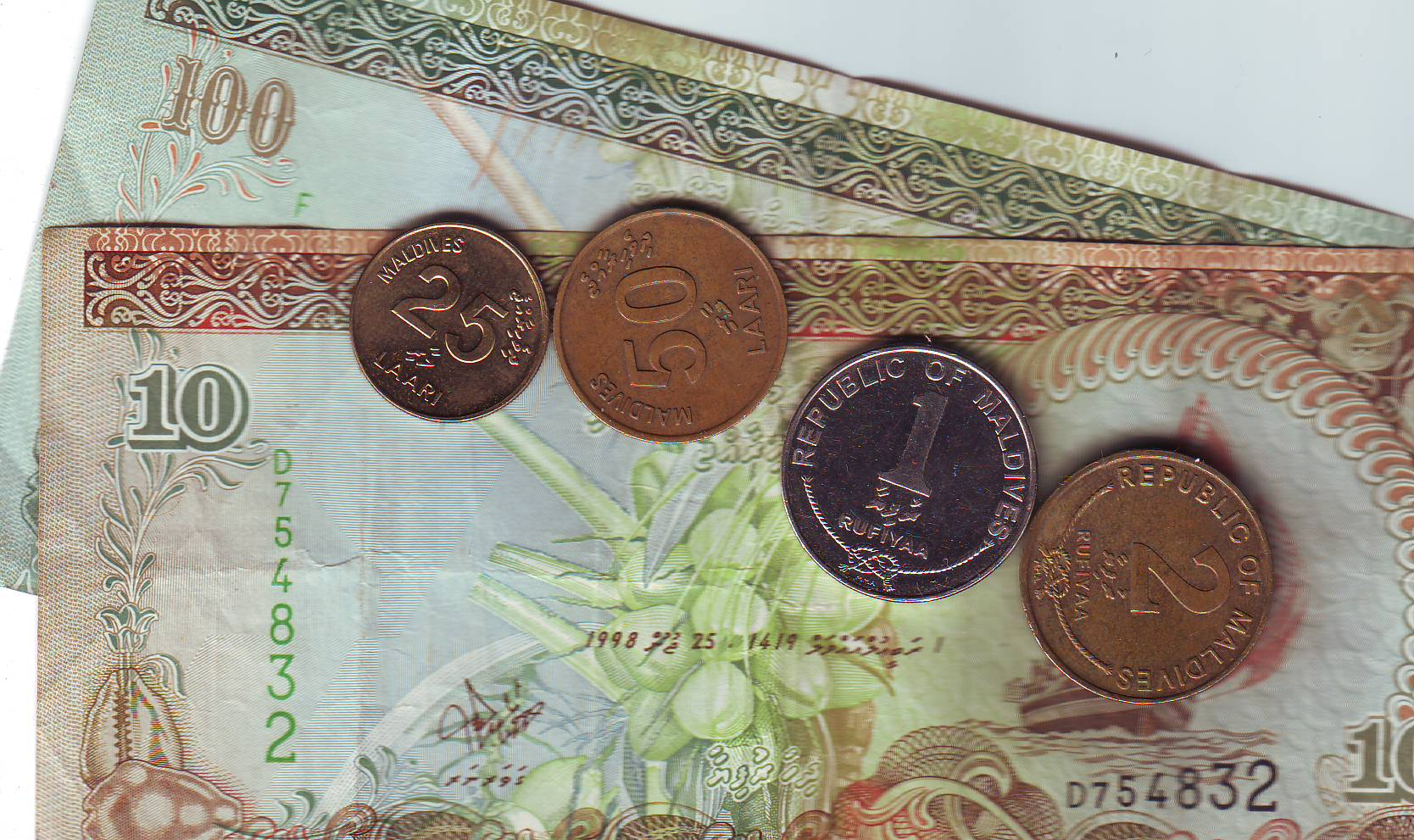
Maledivische Banknoten und Münzen

Die Rufiyaa (deutsch auch Malediven-Rupie) ist die Währung der Malediven. Sie ist unterteilt in 100 Laari. Abgekürzt wird sie in der Regel mit Rf, MRf oder dem Thaana-Buchstaben ރ für R. Der ISO-4217-Code lautet MVR. Sie ist direkt an den US-Dollar gebunden, seit 2011 mit einem Wechselkursrahmen von 1 USD = 12,85 MVR ±20 %, d. h. mindestens 10,28 MVR bis höchstens 15,42 MVR. Von 2011 bis 2015 lag der Kurs immer nahe der festgelegten Höchstgrenze, etwa zwischen 14,9 und 15,4.
Es sind Banknoten im Wert von 5, 10, 20, 50, 100 und 500 Rufiyaa im Umlauf. Münzen sind erhältlich im Wert von 1, 2, 5, 10, 25 und 50 Laari, 1 und 2 Rufiyaa.
Die Währung wird nahezu ausschließlich von der maledivischen Bevölkerung verwendet; für Touristen ist es üblich, mit US-Dollar zu bezahlen.

## Neue Banknotenserie
Am 1. November 2015 kündigte die Maldives Monetary Authority die Einführung einer neuen Banknotenserie an, die von DeLaRue produziert wird. Mit dieser wird erstmals ein Polymersubstrat als Grundlage für maledivische Geldscheine verwendet. Zusätzlich zu den vorhandenen Nennwerten wird eine 1000 Rufiyaa-Banknote in Umlauf gebracht. Jeder Schein hat die Maße 150 × 70 mm und ist sowohl in Englisch als auch in Dhivehi, der Amtssprache der Malediven, beschriftet.
| Nennwert     | Farbe   | Thema                                          | Vorderseite                                         | Rückseite                                    |
| ------------ | ------- | ---------------------------------------------- | --------------------------------------------------- | -------------------------------------------- |
| 10 Rufiyaa   | gelb    | Kultur                                         | Palmenkletterer (Ruh’ erun), Musiker                | älteste Trommel des Nationalmuseums          |
| 20 Rufiyaa   | violett | industrieller und wirtschaftlicher Fortschritt | Fischer mit Thunfischen, Malé International Airport | Segelboot (Dhoni)                            |
| 50 Rufiyaa   | grün    | Einigkeit und islamische Werte                 | den Koran rezitierender Junge                       | Minarett der Freitagsmoschee (Hukuru Miskiy) |
| 100 Rufiyaa  | rot     | Nationalismus und Muttersprache                | Frau im traditionellen Kleid (Libaas)               | Manuskript auf Dhivehi                       |
| 500 Rufiyaa  | orange  | vererbte Handwerkskunst                        | Holzbearbeitung mit Hammer und Meißel               | traditionell bemalte Vase                    |
| 1000 Rufiyaa | blau    | Schönheit der Umgebung                         | Grüne Meeresschildkröte                             | Walhai                                       |